# Marianne Pettersen
Marianne Pettersen (12 de abril de 1975, Oslo, Noruega) es una exfutbolista noruega.
Participó en los Juegos Olímpicos de 1996 y 2000, obteniendo las medallas de bronce y oro respectivamente jugando por la selección femenina de fútbol de Noruega.

## Palmarés
| Título           | Equipo               | País           | Año  |
| ---------------- | -------------------- | -------------- | ---- |
| Juegos Olímpicos | Selección de Noruega | Estados Unidos | 1996 |
| Juegos Olímpicos | Selección de Noruega | Australia      | 2000 |

- Datos: Q453320